# Magdiwang
Magdiwang (Bayan ng Magdiwang) är en kommun i Filippinerna. Kommunen tillhör provinsen Romblon och ligger på ön Sibuyan. Folkmängden uppgår till 12 032 invånare.
Magdiwang är indelat i 9 barangayer.